# YOKOHAMA KITANAKA KNOT
YOKOHAMA KITANAKA KNOT（横浜北仲ノット、よこはまキタナカノット）は、神奈川県横浜市中区北仲通5丁目にある複合施設。北仲通北地区のA-4地区に該当する。地上58階・地下1階建て、高さ199.95mの超高層複合ビルの大部分（5 - 45階/52 - 58階）を都市型集合住宅のザ・タワー横浜北仲（ザ・タワーよこはまきたなか、THE TOWER YOKOHAMA KITANAKA）が占めている。このほか、低層部に商業・文化施設「KITANAKA BRICK&WHITE（北仲ブリック&ホワイト）」、中層部（46 - 51階）に長期・短期滞在型宿泊施設「オークウッドスイーツ横浜」が併設されている。

## ザ・タワー横浜北仲
2020年2月に竣工した超高層タワーマンション。分譲会社は三井不動産レジデンシャル株式会社と丸紅株式会社。施工会社は鹿島建設株式会社、パナソニックES建設エンジニアリング株式会社である。総戸数は1,176戸。2017年11月25日より販売を開始し、2020年3月に入居が開始された。

## オークウッドスイーツ横浜
超高層複合ビルの46 - 51階にある長期・短期滞在型宿泊施設である。全175室、2020年10月31日開業。46階に一般開放された無料展望台も設置。
なお、2025年度の冬季には星野リゾートの「OMO5横浜馬車道」にリブランド予定である。

## KITANAKA BRICK&WHITE
低層部には商業・文化施設「KITANAKA BRICK&WHITE（北仲ブリック&ホワイト）」（2020年6月25日グランドオープン）も併設されている。
施設名はこの地にあった歴史的建造物の通称に由来している。現状保存された旧帝蚕倉庫事務所（横浜市指定有形文化財）や解体後に外壁などが復元された旧帝蚕倉庫B号およびC号（横浜市認定歴史的建造物）を活用した文化施設「KITANAKA BRICK（北仲ブリック）」と、解体された旧帝蚕ビルディングの白いファサードやシルクの織り目のモチーフを外観デザインに採り入れたタワー棟低層部分の商業施設「KITANAKA WHITE（北仲ホワイト）」からなる。
BRICKエリアに神奈川県初出店の「Billboard Live YOKOHAMA」、日本初出店のダンスハウス「Dance Base Yokohama (DaBY)」、インターナショナルスクール「ジンボリー インターナショナルスクール プリスクール＆アフタースクール」、シェアオフィス「ニサンカイ」 が出店している。また、BankART1929の文化芸術拠点「BankART KAIKO（バンカートカイコ）」も2025年3月まで開設されていた。WHITEエリアにスーパーマーケット「リンコス」、コンビニ「ローソン」、不動産仲介「三井のリハウス」、カフェ「スターバックス」などが出店している。

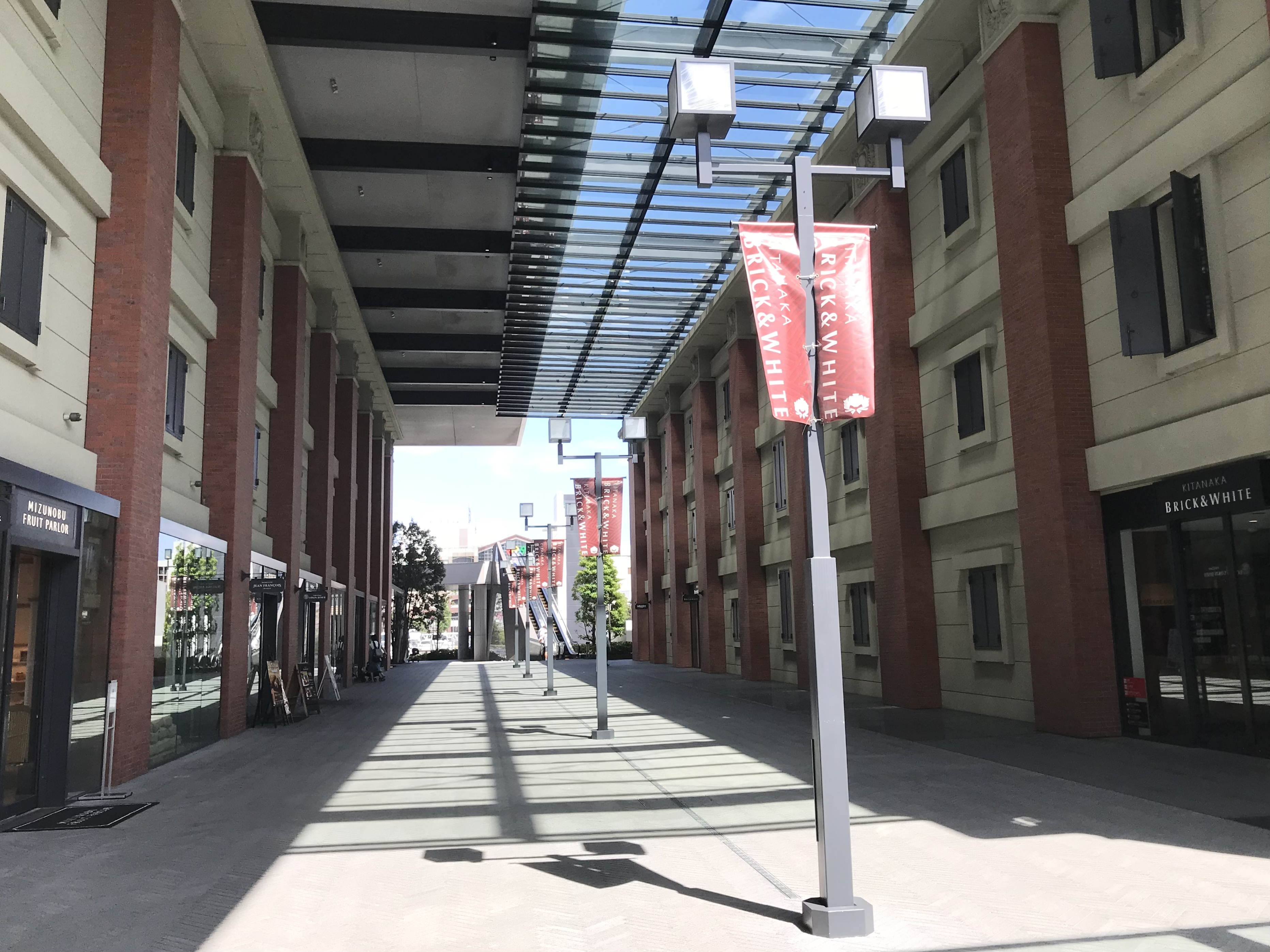
KITANAKA BRICK&WHITE （2022年9月）

## 駅からのアクセス
商業・文化施設「KITANAKA BRICK&WHITE」の栄本町線側には、みなとみらい線の馬車道駅の2a出入口がある。
また将来的には地区内を回遊する歩行者デッキも整備（A1・2地区開発地やB-1地区開発地「ハーバーステージ横浜北仲」と接続）され、横浜市役所と接続する「北仲クロスデッキ」、さらにその先の「さくらみらい橋」により、桜木町駅方面からのデッキレベルでのアクセスも確保される見通しである。